# IBM Power mikroprocesszorok
Az IBM Power mikroprocesszorok (a sorozatot indulásától a POWER névvel jelölték, a Power10 előtt) az IBM tervezte és értékesítette szerverekhez és szuperszámítógépekhez. A "POWER" név eredetileg a „Performance Optimization With Enhanced RISC” (teljesítményoptimalizálás fejlett RISC-kel) kifejezés rövidítése volt. A Power vonalba tartozó mikroprocesszorokat az IBM RS/6000, AS/400, pSeries, iSeries, System p, System i termékvonalakba és a Power Systems szerversorozatba tartozó szerverekben és szuperszámítógépekben használják. Az IBM és más szervergyártók, például a Groupe Bull és a Hitachi, használják még ezeket háttértárakban és munkaállomásokban is.
A Power családot eredetileg az 1980-as évek végén fejlesztették ki, és továbbra is aktív fejlesztés alatt áll. Kezdetben a processzorok a POWER utasításkészlet-architektúrát (ISA) valósították meg, ami a PowerPC-vé, és később a Power utasításkészlet-architektúrává fejlődött. 2019 augusztusában az IBM bejelentette, hogy nyílt forráskódúvá teszi a Power ISA-t. A változás részeként azt is bejelentették, hogy az OpenPOWER Alapítvány adminisztrációját ettől kezdve a Linux Alapítvány látja el.

## Történet

### Korai fejlesztések

#### A 801-es kutatási projekt
1974-ben az IBM egy kutatási projektet indított egy nagy teljesítményű telefonközpont-vezérlő számítógép kifejlesztésére, amelynek a tervek szerint legalább 10-szeres teljesítményt kellett volna nyújtania a korabeli hasonló rendszerekhez képest. Mivel az alkalmazás viszonylag egyszerű volt, a gépnek csak egyszerű műveleteket kellett volna végeznie, mint a be- és kimenetek, elágazások kezelése, regiszterek közötti összeadások, regiszterek és memória közötti adatmozgatás, és nem lett volna szüksége speciális utasításokra nehéz aritmetikai számítások végzéséhez.

Ez az egyszerű tervezési filozófia, amelyben egy összetett művelet minden lépését explicit módon egy gépi utasítás végzi és az összes utasítás végrehajtása azonos konstans idő alatt történik, később RISC néven vált ismertté. Mikor a telefonközpont-projektet törölték, az IBM megtartotta az általános célú processzor tervét és intuitív módon 801-esnek nevezte el, a Thomas J. Watson kutatóközpont 801-es számú épülete után, ahol a kutatás folyt.

#### A Cheetah projekt
1982-ben az IBM tovább folytatta a 801-es konstrukció szuperskalár határainak felfedezését annak megállapítására, hogy egy RISC gép több végrehajtó egység használatával képes-e ciklusonként több utasítás végrehajtását fenntartani, és az milyen mértékben növeli a teljesítményt. Sok változtatást hajtottak végre a 801-es tervein több végrehajtó egység lehetővé tétele érdekében, más fejlesztések eredményeit is felhasználva, így jött létre a Cheetah kísérleti processzor.
A Cheetah processzor külön egységekkel rendelkezik az elágazásjóslás, valamint a fixpontos és lebegőpontos műveletek végrehajtására. 1984-re a CMOS technológiát kezdték alkalmazni a nagyobb áramköri integráció és logikai teljesítmény miatt.

#### Az America projekt
1985-ben megkezdődött a második generációs RISC architektúra kutatása az IBM Thomas J. Watson kutatóközpontjában, amely az „AMERICA architektúrát” eredményezte. 1986-ban, az IBM austini egysége kezdte fejleszteni az új architektúrán alapuló RS/6000 sorozatú számítógépeket. Ezek lettek az első POWER processzorok, amelyek az első POWER ISA-t használták.

### POWER

A különböző POWER, PowerPC, és Power ISA utasításkészletek kapcsolatainak vázlatos áttekintése

Az első IBM számítógépek, amelyek magukban foglalják a POWER ISA-t, a RISC System/6000 vagy RS/6000 sorozat tagjai voltak. Ezek 1990 februárjában jelentek meg. Az RS/6000 számítógépeknek két osztálya volt, a POWERstation munkaállomások és a POWERserver kiszolgálók. Az első RS/6000-es CPU-nak két konfigurációja van, ezek neve "RIOS-1" és "RIOS.9" (ez utóbbi ismertebb nevén a POWER1 CPU). A RIOS-1 konfiguráció összesen 10 különálló csipet tartalmaz, ezek: egy utasítás-gyorsítótár csip, fixpontos csip, lebegőpontos csip, 4 L1 adat-gyorsítótár csip, tárolóvezérlő csip, bemenet-/kimeneti csipek és egy órajelgenerátor csip. Az olcsóbb RIOS.9 konfiguráció 8 külön csipből áll: egy utasítás-gyorsítótár csip, fixpontos csip, lebegőpontos csip, 2 adat-gyorsítótár csip, tárolóvezérlő csip, egy be-/kimeneti csip és egy órajelgenerátor csip.
A POWER1 mikroprocesszorban elsőként alkalmazták a regiszterátnevezés és sorrenden kívüli végrehajtás technikákat. 1992-ben készült el a 10 csipes RIOS egyszerűsített és gyengébb verziója, az alsó kategóriás RS/6000-esek számára. Ez csak egy csipből áll, neve RISC Single Chip vagy RSC.

#### POWER1 processzorok
- RIOS-1 – az eredeti 10 csipes verzió
- RIOS.9 – a RIOS-1 gyengébb változata
- POWER1+ – a RIOS-1 gyorsabb változata, redukált gyártási eljárással készült
- POWER1++ – a RIOS-1 még gyorsabb változata
- RSC – a RIOS-1 egycsipes megvalósítása
- RAD6000 – az RSC sugárzásvédett változata, világűrbeli használatra készült; nagyon népszerű konstrukció volt és széles körben használták sok kiemelt küldetésen

### POWER2
Az IBM a POWER2 processzort a POWER1 utódjaként fejlesztette. Egy hozzáadott második fixpontos egységgel, egy második hatékony lebegőpontos egységgel és egyéb teljesítményjavításokkal és új utasításokkal a kialakításban, a POWER2 ISA vezető teljesítményt nyújtott 1993 novemberi bemutatásakor. A POWER2 alapvetően többcsipes kialakítás, de az IBM készített belőle egy egylapkás változatot is, ez volt a POWER2 Super Chip vagy P2SC, amelyet nagy teljesítményű szerverekbe és szuperszámítógépekbe építettek. Bevezetésekor, 1996-ban a P2SC volt a legnagyobb, legmagasabb tranzisztorszámú processzor az iparágban, és vezető helyen állt a lebegőpontos műveletek terén.

#### POWER2 processzorok
- POWER2 – 6–8 csip egy kerámia többcsipes modulban (multi-chip module, MCM)
- POWER2+ – a POWER2 olcsóbb, 6 csipes változata, külső L2 gyorsítótárakat támogat
- P2SC – a POWER2 gyorsabb és egycsipes változata
- P2SC+ – vagy P2SC, egy még gyorsabb verzió, a redukált gyártási folyamat miatt

### PowerPC
1991-ben az Apple alternatívát keresett az Apple Macintosh gépekben használt a CISC-alapú Motorola 68000 processzorcsalád felváltására, a Motorola pedig egy saját RISC platformmal, a 88000-assal kísérletezett. Az IBM ekkoriban együttműködést javasolt az Apple-nek, és végül a három cég megalapította az AIM Szövetséget, melynek egyik célja a PowerPC ISA létrehozása volt. Ez nagyrészt a POWER ISA-n alapult, de számos kiegészítéssel az Apple és a Motorola részéről. Ez egy teljes 32/64 bites RISC architektúra, és átfogja a nagyon alacsony szintű beágyazott mikrovezérlőktől a nagyon magas szintű szuperszámítógépekig és szerveralkalmazásokig terjedő területet.
Két évnyi fejlesztés után, 1993-ban forgalomba került a PowerPC ISA. Ez az RSC architektúra módosított változata, egyszeres pontosságú lebegőpontos utasításokkal és általános célú regisztereket használó szorzó és osztó utasításokkal bővítve, emellett néhány POWER tulajdonság kihagyásával. Ehhez tartozik még az ISA 64 bites verziója és a szimmetrikus multiprocesszálás (SMP) támogatása.

### Az Amazon projekt
1990-ben az IBM egyesíteni akarta az alsó- és középkategóriás szerverarchitektúráit, az RS/6000 RISC ISA-t és az AS/400 CISC ISA-t egyetlen közös RISC ISA-ba, ami az IBM AIX és OS/400 operációs rendszerét is futtatni képes. A létező POWER és a nem sokkal ezután megjelent PowerPC ISA-kat az AS/400 csapat nem tartotta megfelelőnek, így a 64 bites PowerPC utasításkészlethez egy kiterjesztés került kifejlesztésre, amelyet PowerPC AS-nek neveztek el, ami az Advanced Series vagy Amazon Series kifejezésből ered. Később kibővítették az RS/6000-es csapat kiegészítéseivel és az AIM Szövetség PowerPC készletével, végül a POWER4 2001-es bevezetésével ezek mind egyetlen utasításkészlet-architektúrába lettek egyesítve: a PowerPC v.2.0-ba.

### POWER3
A POWER3 PowerPC 630 néven indult 1998-ban, az üzletileg sikertelen PowerPC 620 utódjaként. A POWER2 és a 32/64 bites PowerPC utasításkészletek kombinációját használja, Leginkább az IBM RS/6000-es számítógépeiben használták. Második generációs verziója a POWER3-II, ami az IBM első kereskedelmi forgalomban kapható processzora, amelyben réz fémezést alkalmaztak. A POWER3 az utolsó POWER utasításkészletet használó processzor – minden rákövetkező modell a PowerPC utasításkészletet használja.

#### POWER3 processzorok
- POWER3 – 1998-ban mutatták be, kombinálta a POWER és PowerPC utasításkészleteket
- POWER3-II – egy gyorsabb POWER3 csökkentett méretű, rézalapú eljárással gyártva

### POWER4
A POWER4 összevonta a 32/64 bites PowerPC utasításkészletet és az Amazon projekt 64 bites PowerPC AS utasításkészletét az új PowerPC v.2.0 specifikációba, egyesítve ezzel az IBM RS/6000 és AS/400 számítógépcsaládjait. A különböző platformok egységesítése mellett a POWER4-et nagyon magas órajelfrekvenciákra és nagy, lapkára épített L2 gyorsítótárak kezelésére tervezték. Ez az első kereskedelmi forgalomban kapható többmagos processzor, egycsipes változatokban és négy csipet tartalmazó sokcsipes modulokban (MCM) jelent meg. 2002-ben az IBM az Apple kérésére elkészítette a POWER4 költségcsökkentett és kevesebb funkcióval rendelkező változatát, a PowerPC 970-est.

#### POWER4 processzorok
- POWER4 – az első kétmagos mikroprocesszor és az első PowerPC processzor, amely túllépte az 1 GHz-et
- POWER4+ – redukált eljárással gyártott, gyorsabb POWER4

### POWER5
A 2004-ben megjelent POWER5 processzorok a népszerű POWER4-re épültek, tervezésében kiegészítve lapkára épített/integrált memóriavezérlőkkel és szimultán többszálas végrehajtással, amely a PowerPC AS alapú, 1999-es RS64-III processzorban alkalmazott úttörő technológia volt. Nagy kapacitású többprocesszoros feldolgozásra tervezték és többchipes modulokban jelent meg, nagy méretű beépített L3 gyorsítótár csipekkel.

#### POWER5 processzorok
- POWER5 – jellemző kialakítás, négy POWER5 csippel és négy L3 gyorsítótár csippel egy nagy többcsipes modulban
- POWER5+ – egy gyorsabb POWER5, redukált eljárással gyártva elsősorban az energiafogyasztás csökkentése érdekében

### Power ISA
2004-ben megalakult a Power.org, azzal a céllal, hogy egyesítse és koordinálja a PowerPC specifikációk további fejlesztését. Ekkorra a PowerPC specifikáció már széttöredezett, mivel alapító tagjai különböző utakat követtek: a Motorola a félvezetőgyártó üzletágát az újonnan alapított Freescale Semiconductor cégbe szervezte ki, amely főleg a 32 bites beágyazott alkalmazásokat helyezte előtérbe, míg az IBM továbbra is a csúcskategóriás szerverekre és szuperszámítógépekre összpontosított. Eközben volt a specifikáció licencelőinek egy csoportja, mint az AMCC, Synopsys, Sony Corporation, Microsoft, P.A. Semi, Cray és Xilinx cégek, amely koordinációt igényelt. A közös erőfeszítés nem csak a technológia fejlesztését célozta, hanem a marketing racionalizálását is (így például a piacra kerülési idő csökkentését).
A Power.org új utasításkészlet-architektúrát fejlesztett, ami a Power ISA nevet kapta és egyesítette a POWER5-ből származó PowerPC v.2.02 specifikációt a Freescale PowerPC Book E kiterjesztésével, kiegészítve néhány kapcsolódó technológiával, így az AltiVec márkanéven ismert Vector-Media Extensions (vektoros médiakiterjesztések, az IBM-nél ‘VMX’) kiterjesztéssel és a hardveres virtualizációval. Az új ISA a Power ISA v.2.03-as változata lett 2006-ban, és első megvalósítása a POWER6, az IBM első felső kategóriás processzora. A régebbi POWER és PowerPC specifikációk nem kerültek bele az új verzióba, ettől kezdve végleg elavultnak számítottak, és ezekre már nem fejlesztenek egyetlen processzortípust sem.

### POWER6
A 2007-ben indult POWER6 az ambiciózus ‘eCLipz Project’ eredménye volt, amely közös platformon próbálta egyesíteni az IBM I (AS/400), P (RS/6000), és Z (nagyszámítógépes) utasításkészleteit. Az I és a P már egyesült a POWER4 kialakításban, de az eCLipz erőfeszítései nem tudták integrálni a CISC alapú z/Architecture utasításkészletet. Az eCLipz projektben a z10 processzor vált POWER6 megfelelőjévé. A 2020-as évek első felében az IBM még mindig két külön processzorvonalat fejleszt, a Power ISA és a z/Architecture architektúrákat, az utóbbi legújabb tagja a 2021-es IBM Telum
Az eCLipz projekt miatt a POWER6 egy szokatlan kialakítás lett, mivel nagyon magas frekvenciákat célzott meg és feláldozta a soron kívüli végrehajtást, ami pedig létrejöttüktől fogva fontos jellemzője volt a POWER és PowerPC processzoroknak. A POWER6 emellett bevezette a decimális lebegőpontos egységet a Power ISA-ba, ez egy közös jellemzője a z/Architecture-rel.
Az IBM 2008-ban a POWER6-tal végül egyesítette a korábbi System p és System i szerver- és munkaállomáscsaládokat egyetlen családba, a Power Systems szerversorozatba. A Power Systems gépek több különböző operációs rendszert futtathatnak, például AIX-ot, Linuxot és IBM i rendszert.

#### POWER6 processzorok
- POWER6 – elérte az 5 GHz-es órajelet; egyetlen csipet tartalmazó modulokban és két L3 gyorsítótár-csipet tartalmazó MCM-ben (többcsipes modul) forgalmazzák
- POWER6+ – kisebb frissítés, a POWER6-éval megegyező eljárással készül

### POWER7
A 2010-es POWER7 egy szimmetrikus multiprocesszoros kialakítás, ami jelentős evolúciós lépés volt a POWER6 kialakításhoz képest, amelyben nagyobb hangsúlyt kapott a többmagos energiahatékonyság, az egyidejű többszálas végrehajtás (SMT) a sorrenden kívüli végrehajtás és a nagy, lapkára integrált eDRAM L3 gyorsítótárak használata. A nyolcmagos csip 32 szálat képes végrehajtani párhuzamosan, és van olyan üzemmódja, amelyben a magok kikapcsolhatók, hogy a fennmaradó aktív magok magasabb frekvencián működhessenek. A POWER7 egy új, nagy teljesítményű lebegőpontos egységet használ, a VSX-et (‘Vector Scalar eXtension’, vektoros-skalár kiterjesztés), amely a hagyományos FPU funkcionalitást az AltiVec-ével egyesíti. Bár a POWER7 alacsonyabb frekvencián fut, mint a POWER6, ennek ellenére a POWER7 magok végrehajtása gyorsabb, mint a megfelelő POWER6-os magoké.

#### POWER7 processzorok
- POWER7 – egycsipes modulokban vagy négycsipes MCM-konfigurációkban áll rendelkezésre, szuperszámítógépes alkalmazásokhoz.
- POWER7+ – kicsinyített gyártási folyamat, megnövelt L3 gyorsítótár és órajelfrekvencia

### POWER8
A 2014-es POWER8 egy 4 GHz-es, 12 magos processzor, magonként 8 hardveres szállal, azaz összesen 96 párhuzamos végrehajtású szállal. A processzor 96 MiB csipre integrált eDRAM L3 gyorsítótárral és 128 MiB csipen kívüli L4 gyorsítótárral rendelkezik, valamint egy új, CAPI nevű bővítő/kiterjesztő sínnel, amely a PCIe felett fut, lecserélve a régebbi GX sínt. A CAPI sín dedikált, csipen kívüli gyorsító csipek, például GPU-k, ASIC-ek és FPGA-k csatlakoztatására használható. Az IBM állítása szerint kétszer-háromszor gyorsabb, mint elődje, a POWER7.
Gyártásához elsőként 22 nanométeres csíkszélességű folyamatot alkalmaztak. Az IBM már 2012 decemberében elkezdte benyújtani a javításokat a Linux kernel 3.8 verziójához, a POWER8 új képességeinek támogatására, beleértve a VSX-2 utasításokat.

### POWER9
2017-es megjelenése előtt az IBM sok időt töltött a POWER9 processzor tervezésével, William Starke, a POWER8 processzor rendszertervezője szerint. A POWER9 az első, amely megvalósítja a 2015 decemberében megjelent Power ISA 3.0 verzió elemeit, ami tartalmazza többek között a VSX-3 utasításokat. A POWER9 támogatja az Nvidia NVLink síntechnológiáját is.
Az Egyesült Államok energiaügyi minisztériuma, Oak Ridge nemzeti laboratórium, és Lawrence Livermore nemzeti laboratórium szerződést kötött az IBM-vel és a Nvidia-val két szuperszámítógép, a Sierra és a Summit megépítésére, amelyek a POWER9 processzorokon alapulnak, a Nvidia Volta GPU-ival párosítva. A Sierra 2017-ben, a Summit 2018-ban üzembe állt.
A POWER9 2017-ben jelent meg, 14 nm-es FinFET folyamattal gyártották. Négy változatban készül, két 24 magos SMT4 változatban, amely a PowerNV-t (Power Non-Virtualized, OpenPOWER szabványú POWER rendszerek) használja az alkalmazások scale up és scale out skálázására, és két 12 magos SMT8 változatban, amelyek a PowerVM-et használják a horizontális és vertikális skálázású (scale-out és scale-up) alkalmazásokhoz. Később több verzió is megjelenhet, mivel a POWER9 architektúra az OpenPOWER Alapítvány tagjai számára licencelhető és módosítható.

### Power10
A Power10 egy 2021 szeptemberében bemutatott CPU. A Power ISA 3.1-es verzióján alapul, 7 nm-es technológiával készül.
A 2021 szeptemberében bevezetett Power10 a Power ISA 3.1-es verzióján alapul. A processzor nagyobb teljesítményt nyújt jobb energiakihasználással, elődjénél jobb memóriával és be-/kimeneti architektúrával rendelkezik, és nagyrészt a mesterséges intelligencia (MI) számítási feladataira koncentrál. Az egyes Power10 magok funkcionális egységeinek számát kétszeresére növelték az előd POWER9-hez képest. Minden csip nyolc kriptogyorsítóval is rendelkezik, amelyek kriptográfiai algoritmusok gyorsítására szolgálnak, mint az AES és az SHA-3.
A Power10 processzor két változatban érhető el: egy 15 magos SMT8 verzióban, amely a kevesebb számítási teljesítményt igénylő nagy átviteli sebességű alkalmazásokhoz készült, és egy 30 magos SMT4 verzióban, amely nagy számítási igényű alkalmazásokhoz készült. Bár a két verzió fizikailag azonos, és a különbséget csak a csipben lévő firmware határozza meg, a csip konfigurációja utólag nem változtatható.

### Power11
A Power11 megjelenését 2025-re tervezi az IBM.

## Eszközök
| Név               | kép | ISA                         | bitek  | magok | fab        | tranz. **       | lapkaméret         | L1                            | L2                   | L3                       | órajel         | tok                                   | bevezetés |
| ----------------- | --- | --------------------------- | ------ | ----- | ---------- | --------------- | ------------------ | ----------------------------- | -------------------- | ------------------------ | -------------- | ------------------------------------- | --------- |
| RIOS-1            |     | POWER                       | 32 bit | 1     | 1,0 μm     | 6,9 M           | 1284 mm2           | 8 KiB I* 64 KiB D*            | n/a                  | n/a                      | 20 – 30 MHz    | 10 csip CPGA-ban nyomtatott áramkörön | 1990      |
| RIOS.9            |     | POWER                       | 32 bit | 1     | 1,0 μm     | 6,9 M           |                    | 8 KiB I* 32 KiB D*            | n/a                  | n/a                      | 20 – 30 MHz    | 8 csip CPGA-ban nyomtatott áramkörön  | 1990      |
| POWER1+           |     | POWER                       | 32 bit | 1     |            | 6,9 M           |                    | 8 KiB I* 64 KiB D*            | n/a                  | n/a                      | 25 – 41,6 MHz  | 8 csip CPGA-ban nyomtatott áramkörön  | 1991      |
| POWER1++          |     | POWER                       | 32 bit | 1     |            | 6,9 M           |                    | 8 KiB I* 64 KiB D*            | n/a                  | n/a                      | 25 – 62,5 MHz  | 8 csip CPGA nyomtatott áramkörön      | 1992      |
| RSC               |     | POWER                       | 32 bit | 1     | 0,8 μm     | 1 M             | 226,5 mm2          | 8 KiB egyesített              | n/a                  | n/a                      | 33 – 45 MHz    | 201 tűs CPGA                          | 1992      |
| POWER2            |     | POWER2                      | 32 bit | 1     | 0,72 μm    | 23 M            | 1042,5 mm2 819 mm2 | 32 KiB I* 128–265 KiB D*      | n/a                  | n/a                      | 55 – 71,5 MHz  | 6–8 lapka 734 tűs kerámia MCM*        | 1993      |
| POWER2+           |     | POWER2                      | 32 bit | 1     | 0,72 μm    | 23 M            | 819 mm2            | 32 KiB I* 64–128 KiB D*       | 0,5 – 2 MiB külső    | n/a                      | 55 – 71,5 MHz  | 6 csip CBGA nyomtatott áramkörön      | 1994      |
| P2SC              |     | POWER2                      | 32 bit | 1     | 0,29 μm    | 15 M            | 335 mm2            | 32 KiB I* 128 KiB D*          | n/a                  | n/a                      | 120 – 135 MHz  | CCGA                                  | 1996      |
| P2SC+             |     | POWER2                      | 32 bit | 1     | 0,25 μm    | 15 M            | 256 mm2            | 32 KiB I* 128 KiB D*          | n/a                  | n/a                      | 160 MHz        | CCGA                                  | 1997      |
| RAD6000           |     | POWER                       | 32 bit | 1     | 0,5 μm     | 1,1 M           |                    | 8 KiB egyesített              | n/a                  | n/a                      | 20 – 33 MHz    | sugárzásvédett                        | 1997      |
| POWER3            |     | POWER2 PowerPC 1.1          | 64 bit | 1     | 0,35 μm    | 15 M            | 270 mm2            | 32 KiB I* 64 KiB D*           | 1–16 MiB külső       | n/a                      | 200 – 222 MHz  | 1088 tűs CLGA                         | 1998      |
| POWER3-II         |     | POWER2 PowerPC 1.1          | 64 bit | 1     | 0,25 μm Cu | 23 M            | 170 mm2            | 32 KiB I* 64 KiB D*           | 1–16 MiB külső       | n/a                      | 333 – 450 MHz  | 1088 tűs CLGA                         | 1999      |
| POWER4            |     | PowerPC 2.00 PowerPC AS     | 64 bit | 2     | 180 nm     | 174 M           | 412 mm2            | 64 KiB I* 32 KiB D* magonként | 1,41 MiB magonként   | 32 MiB külső             | 1 – 1,3 GHz    | 1024 tűs CLGA kerámia MCM             | 2001      |
| POWER4+           |     | PowerPC 2.01 PowerPC AS     | 64 bit | 2     | 130 nm     | 184 M           | 267 mm2            | 64 KiB I* 32 KiB D* magonként | 1,41 MiB csipenként  | 32 MiB külső             | 1,2 – 1,9 GHz  | 1024 tűs CLGA kerámia MCM             | 2002      |
| POWER5            |     | PowerPC 2.02 Power ISA 2.03 | 64 bit | 2     | 130 nm     | 276 M           | 389 mm2            | 32 KiB I* 32 KiB D* magonként | 1,875 MiB csipenként | 32 MiB külső             | 1,5 – 1,9 GHz  | kerámia DCM kerámia MCM               | 2004      |
| POWER5+           |     | PowerPC 2.02 Power ISA 2.03 | 64 bit | 2     | 90 nm      | 276 M           | 243 mm2            | 32 KiB I* 32 KiB D* magonként | 1,875 MiB csipenként | 32 MiB külső             | 1,5 – 2,3 GHz  | kerámia DCM kerámia QCM kerámia MCM   | 2005      |
| POWER6            |     | Power ISA 2.03              | 64 bit | 2     | 65 nm      | 790 M           | 341 mm2            | 64 KiB I* 64 KiB D* magonként | 4 MiB magonként      | 32 MiB külső             | 3,6 – 5 GHz    | CLGA OLGA                             | 2007      |
| POWER6+           |     | Power ISA 2.03              | 64 bit | 2     | 65 nm      | 790 M**         | 341 mm2            | 64 KiB I* 64 KiB D* magonként | 4 MiB magonként      | 32 MiB külső             | 3,6 – 5 GHz    | CLGA OLGA                             | 2009      |
| POWER7            |     | Power ISA 2.06              | 64 bit | 8     | 45 nm      | 1,2 milliárd    | 567 mm2            | 32 KiB I* 32 KiB D* magonként | 256 KiB magonként    | 32 MiB csipenként        | 2,4 – 4,25 GHz | CLGA OLGA szerves QCM                 | 2010      |
| POWER7+           |     | Power ISA 2.06              | 64 bit | 8     | 32 nm      | 2,1 milliárd    | 567 mm2            | 32 KiB I* 32 KiB D* magonként | 256 KiB magonként    | 80 MiB csipenként        | 2,4 – 4,4 GHz  | OLGA szerves DCM                      | 2012      |
| POWER8            |     | Power ISA 2.07              | 64 bit | 6 12  | 22 nm      | ?? 4,2 milliárd | 362 mm2 649 mm2    | 32 KiB I* 64 KiB D* magonként | 512 KiB magonként    | 48 MiB 96 MiB csipenként | 2,75 – 4,2 GHz | OLGA DCM OLGA SCM                     | 2014      |
| POWER8 NVLink-kel |     | Power ISA 2.07              | 64 bit | 12    | 22 nm      | 4,2 milliárd    | 659 mm2            | 32 KiB I* 64 KiB D* magonként | 512 KiB magonként    | 48 MiB 96 MiB csipenként | 3,26 GHz       | OLGA SCM                              | 2016      |
| POWER9 SU         |     | Power ISA 3.0               | 64 bit | 12 24 | 14 nm      | 8 milliárd      |                    | 32 KiB I* 64 KiB D* magonként | 512 KiB magonként    | 120 MiB csipenként       | ~ 4 GHz        |                                       | 2017      |
| Power10           |     | Power ISA 3.1               | 64 bit | 15 30 | 7 nm       | 18 milliárd     | 602 mm2            | 48 KiB I* 32 KiB D* magonként | 2 MiB magonként      | 120 MiB csipenként       | 3,5 – 4 GHz    | OLGA SCM OLGA DCM                     | 2021      |
| Név               | kép | ISA                         | bitek  | magok | fab        | tranz. **       | lapkaméret         | L1                            | L2                   | L3                       | órajel         | tok                                   | bevezetés |

*: I: utasítás-gyorsítótár (instruction cache), D: adat-gyorsítótár (data cache), MCM: többcsipes modul
**: tranz.: tranzisztorok száma, M: millió

## Fordítás
Ez a szócikk részben vagy egészben  az   IBM Power microprocessors című angol Wikipédia-szócikk ezen változatának fordításán alapul.  Az eredeti cikk szerkesztőit annak laptörténete sorolja fel. Ez a jelzés csupán a megfogalmazás eredetét és a szerzői jogokat jelzi, nem szolgál a cikkben szereplő információk forrásmegjelöléseként.